# 梅图尔
梅图尔（Mettur），是印度泰米尔纳德邦Salem县的一个城镇。总人口53790（2001年）。

## 人口
该地2001年总人口53790人，其中男性27190人，女性26600人；0—6岁人口5119人，其中男2668人，女2451人；识字率73.09%，其中男性为80.07%，女性为65.95%。